# Ritterella glareosa
Ritterella glareosa är en sjöpungsart som beskrevs av Monniot 1975. Ritterella glareosa ingår i släktet Ritterella och familjen klumpsjöpungar. Inga underarter finns listade i Catalogue of Life.